# Pristiguana
Pristiguana — викопний рід примітивних ігуанід з маастрихтської формації Марілія в Бразилії. Типовим видом є P. brasiliensis.

## Опис
Пристигуана була виявлена в групі Бауру в Бразилії. У 1973 році першовідкривачі заявили, що це найдавніша викопна ящірка з родини Iguanidae. Деякими рисами він нагадує живих примітивних південноамериканських ігуанід, а також має деякі спільні риси з теїдами.